# Charles Henry Hall
Charles Henry Hall (1763–1827) est un ecclésiastique et universitaire anglais, doyen de Christ Church, Oxford puis doyen de Durham.

## Biographie
Il est le fils de Charles Hall (1718–1774), doyen de Bocking, Essex, et d'Elizabeth Carsan (née en 1738), et oncle de l'aquarelliste John Frederick Tayler (en). Il est admis à la Westminster School en 1775, est élu à Christ Church, Oxford et s'inscrit le 3 juin 1779. En 1781, il remporte le prix du chancelier pour les vers latins sur Strages Indica Occidentalis, et en 1784 l'essai anglais sur The Use of Medals. Il obtient son diplôme BA en 1783, MA en 1786, BD en 1794 et DD en 1800. De 1792 à 1797, il est précepteur et censeur de Christ Church. En 1793, il occupe le poste de surveillant junior.
Hall est présenté par son collège au presbytère de Broughton-in-Airedale, Yorkshire, en 1794. En 1798, il est nommé conférencier de Bampton et prébendier d'Exeter. Il devient recteur de Kirk Bramwith, Yorkshire, en juin 1799, et prébendier de la deuxième stalle de la cathédrale Christ Church le 30 novembre de la même année. En 1805, il est nommé sous-doyen de Christ Church et, en 1807, vicaire de Luton, Bedfordshire, poste qu'il conserve jusqu'à sa mort.
En février 1807, Hall est élu professeur Regius de théologie et occupe la cinquième stalle de Christ Church. Il démissionne des deux fonctions en octobre 1809, après avoir été nommé doyen de Christ Church. Il est prolocuteur de la chambre basse de convocation en 1812. Le 26 février 1824, il est installé doyen de Durham. Il meurt à Édimbourg le 16 février 1827. Il publie ses conférences Bampton sur la plénitude du temps en 1799 et quelques sermons.

## Famille
Hall épouse en 1794 Anna Maria Bridget Byng (1771–1852), fille de l'hon. John Byng (plus tard cinquième vicomte Torrington). Leur fils Percy Francis Hall (1801–1884) assiste à l'une des Conférences de Powerscourt. C'est un pacifiste qui rejoint les frères de Plymouth et publie en 1833 un pamphlet justifiant sa démission comme officier de marine,,,. Il a d'abord été sous l'influence d'Edward Irving.